# اچ‌ام‌اس هکتور (اف۴۵)
اچ‌ام‌اس هکتور (اف۴۵) (به انگلیسی: HMS Hector (F45)) یک کشتی بود که طول آن ۴۹۸٫۵ فوت (۱۵۱٫۹ متر) بود. این کشتی در سال ۱۹۲۴ ساخته شد.